# パウロ・メンデス・ダ・ロシャ

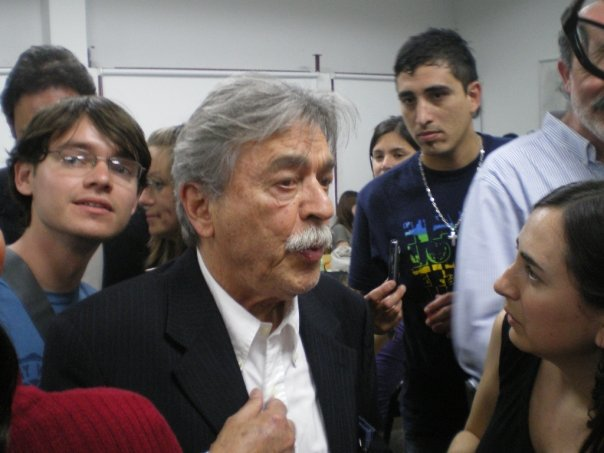
パウロ・メンデス・ダ・ロシャ（2009年）

パウロ・メンデス・ダ・ロシャ（Paulo Mendes da Rocha、1928年10月25日 - 2021年5月23日）は、ブラジルの建築家。エスピリトサント州ヴィトーリア出身。
1954年、マッケンジー建築学校卒業。
2021年5月23日、サンパウロで死去。92歳没。

## 受賞歴
- 2000年 ミース・ファン・デル・ローエ賞
- 2006年 プリツカー賞[1]
- 2016年 第28回高松宮殿下記念世界文化賞（建築部門）受賞[1][2]
- 2017年 RIBAゴールドメダル
- 2021年 UIAゴールドメダル

## 作品
- 1957年、パウリスタノ・アスレチック・クラブ 、サンパウロ
- 1957年, Paulistano Armchair (reissued in 2004 by Objekto)
- 1960年、パウロ・メンデス・ダ・ロシャ自邸
- 1964年, The Guaimbê Residential Building in São Paulo, Brazil
- 1969年、 大阪万博・ブラジル館、大阪
- 1973年, Serra Dourada Stadium in Goiânia
- 1987年, Forma Furniture showroom in サンパウロ
- 1988年、 ブラジル彫刻美術館、サンパウロ
- 1992年, Patriarch Plaza and Viaduct do Chá in サンパウロ
- 1993年, Pinacoteca do Estado in サンパウロ
- 1997年, FIESP Cultural Center in サンパウロ